# Finland i olympiska vinterspelen 1960
Finland deltog i olympiska vinterspelen 1960.Truppen bestod av 48 idrottare, 42 män och 6 kvinnor.

## Medaljer

### Guld
- Längdskidåkning
  - Herrar 4 x 10 km relay:  Toimi Alatalo, Veikko Hakulinen, Väinö Huhtala, Eero Mäntyranta
  - Herrar 50 km:  Kalevi Hämäläinen

### Silver
- Backhoppning
  - Herrar K90 individuell (70m):  Niilo Halonen

- Skidskytte
  - Herrar 20 km:  Antti Tyrväinen

### Brons
- Hastighetsåkning på skridskor
  - Damer 3000 m:  Eevi Huttunen

- Längdskidåkning
  - Herrar 15 km:  Veikko Hakulinen
  - Damer 3 x 5 km Stafett:  Toini K. Pöysti, Siiri Rantanen, Eeva Ruoppa